# Władysław Mrajski

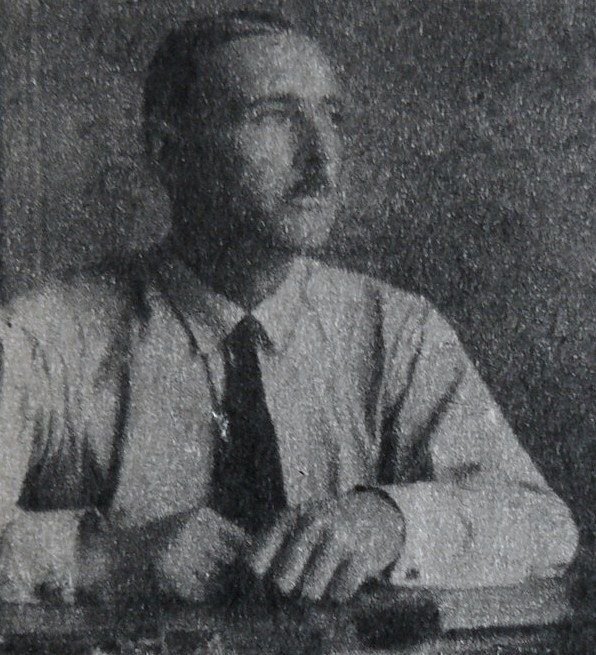
Władysław Mrajski

Władysław Paweł Mrajski (ur. 13 stycznia 1893 w Charkowie, zm. 6 września 1963 w Lubawie) – polski inżynier i konstruktor samochodów.
Władysław Mrajski w latach 1921–1939 pracował w Centralnych Warsztatach Samochodowych (CWS) w Warszawie. Brał udział w konstruowaniu m.in. samochodu CWS T-1 oraz był autorem własnej konstrukcji samochodu małolitrażowego WM z 1928, który nie wszedł do produkcji seryjnej. Brał udział w wielu rajdach i wyścigach samochodowych. Zginął w 1963 roku w wypadku samochodowym, najechany na motocyklu przez ciężarówkę.